# 张祖林
张祖林（1959年6月—），男，汉族，云南昭通人，中华人民共和国政治人物。云南大学物理系无线电专业毕业，理学学士学位，云南大学经济系国际金融专业在职研究生，长江商学院工商管理学硕士，同济大学管理学与工程专业管理学博士。曾任云南省人民政府副省长、中共玉溪市委书记、昆明市市长、丽江市市长等职。

## 生平
1977年9月参加工作，1985年3月加入中国共产党。曾任云南电视台新闻部记者；云南电视台总编室副主任；楚雄彝族自治州永仁县副县长；楚雄州永仁县委副书记、县长。1995年任楚雄州副州长，期间在云南大学经济系国际金融专业研究生班学习。2000年任云南省质量技术监督局副局长、党组成员。2002年任云南省质量技术监督局局长、党组书记（期间在美国哈佛大学肯尼迪政府学院学习）。
2005年至2007年任中共丽江市委副书记、副市长、代理市长；丽江市委副书记、市长等职。2007年至2012年任中共昆明市委副书记、代市长、党组书记；昆明市委副书记、市长、党组书记等职，期间就读于同济大学管理学与工程专业和长江商学院，分获管理学博士和工商管理学硕士学位。2008年至2013年，他担任第十一届全国人民代表大会云南地区代表。2012年12月，任中共玉溪市委书记。
2014年8月，升任云南省人民政府副省长，2018年卸任，随即被聘任为云南省人民政府参事，聘期至2022年6月。2022年11月，省人民政府参事任期届满离任。
2024年3月1日，张祖林因涉嫌严重违纪违法，接受中央纪委国家监委纪律审查和监察调查。
经审理查明：2001年至2023年，被告人张祖林利用担任云南省质量技术监督局党组书记、局长，云南省丽江市委副书记、市长，云南省昆明市委副书记、市长，云南省玉溪市委书记，云南省政府党组成员、副省长，云南省政府副省级干部、参事等职务上的便利以及职权或者地位形成的便利条件，为有关单位和个人在房地产开发、工程承揽、规划审批和融资贷款等事项上提供帮助，收受上述单位和个人所送财物共计折合人民币1.22亿余元。2025年6月26日，重庆市第一中级人民法院一审以受贿罪判处张祖林无期徒刑，剥夺政治权利终身，并处没收个人全部财产。